# Longlegs
Longlegs és una pel·lícula de thriller de terror estatunidenca de 2024 escrita i dirigida per Osgood Perkins i protagonitzada per Maika Monroe, Nicolas Cage, Blair Underwood i Alicia Witt. Ambientada a la dècada de 1990, segueix un agent de l'FBI encarregat de localitzar un assassí en sèrie ocultista responsable de l'assassinat de diverses famílies a tot l'estat d'Oregon. Cage també exerceix de productor de la pel·lícula a través de la seva productora Saturn Films. S'ha doblat i subtitulat al català.
Es va estrenar als Estats Units el 12 de juliol de 2024 amb la distribució de Neon. Va rebre elogis de la crítica i va recaptar 109 milions de dòlars a tot el món, cosa que la va convertir en la pel·lícula més taquillera de Neon als Estats Units fins aquell moment, així com la pel·lícula independent més taquillera de l'any al país.